# Sobral (tiểu vùng)
Sobral là một tiểu vùng thuộc bang Ceará, Brasil. Tiều vùng này có diện tích 8234 km², dân số năm 2007 là 326849 người.